# Чокке, Янис
Янис Чокке (Чоке) (латыш. Jānis Čoke партийная кличка — Brass; 24 сентября 1878, Вольмарский уезд, Лифляндская губерния, Российская империя — 9 июня 1910, Або, Великое княжество Финляндское) — латышский социал-демократ, профессиональный революционер-боевик.

## Биография
Родился в Вольмарском уезде Лифляндской губернии в Российской империи. С 1902 года работал на заводах города Риги.
Член Социал-демократии Латышского края, входил в её вооружённое крыло.
Участник русской революции 1905 года. Вместе со своими братьями
Карлом (1884—1929), Густавом (1886—1952) и Адамом (1890—1911) создал боевую группировкуа «Brašie». Принимал участие в нападениях революционеров-боевиков на Рижскую центральную тюрьму в ночь с 6 на 7 сентября 1905 года, охрану завода «Provodniks», Главное Рижское управление полиции (1906).
Участник ограбления 13 февраля 1906 года Государственного банка России в Гельсингфорсе  (Великое княжество Финляндское) (ныне Хельсинки)..
После экспроприации боевики рассредоточились по городу и с помощью финских красногвардейцев затаились в заранее приготовленных убежищах. Янис Чокке с братом Карлом, Христиан Трейман и Петр Салынь тем же вечером отправились в Таммерфорс на явку к редактору местной социал-демократической газеты.
На следующий день Янис Чокке с боем был задержан и доставлен в полицейский участок. В участке при сопротивлении он убил двух полицейских, а третьего — ранил. После более чем трёхчасового боя, в ходе которого были ранены 9 человек, Чокке был схвачен и обезоружен.
Местный суд Турку признал его виновным в разбое и умышленном убийстве и приговорил к 9 годам 5 месяцам лишения свободы, затем Императорским Абосским надворным судом, пересмотревшим некоторые приговоры, а затем и Императорским Финляндским Сенатом срок заключения был увеличен до пожизненного. Отдельно судился за убийство.
Погиб 9 июня 1910 года при невыясненных обстоятельствах в каторжной тюрьме города Або.

## Братья
1. Карл Чокке (1884—1929), провёл в одиночном заключении около десяти лет, освобождён по амнистии после Февральской революции, затем девять лет проучился сначала на рабочем, потом на физико-математическом факультете МГУ, 11 февраля 1929 года накануне отъезда в санаторий для «нервнобольных» совершил суицидальную попытку и 24 февраля 1929 года скончался вследствие огнестрельного ранения грудной клетки.
2. Густав Чокке (1886—1952) провёл в одиночном заключении около десяти лет, освобождён по амнистии после Февральской революции, после октябрьской революции несколько лет занимал скромные должности в различных советских организациях, получил инвалидность по совокупности множества заболеваний. В своём заявлении, адресованном в комиссию по назначению пенсий, Густав Чокке писал: «Страдаю истерикой, эпилепсией, которая появилась вследствие пролома верхней головной кости после ареста при побеге. Вследствие болезни и усталости я не способен занимать ответственные должности. Лечусь у районного психиатрического врача…».

## Источник
- Латвийская советская энциклопедия. Том 2. Рига. 1982.
- Рига: Энциклопедия = Enciklopēdija «Rīga» / Гл. ред. П. П. Еран. — 1-е изд.. — Рига: Главная редакция энциклопедий, 1989. — С. 777. — 880 с. — 60 000 экз. — ISBN 5-89960-002-0.